# Der Herr der Ringe (Filmtrilogie)

Logo der Filmtrilogie

Der Herr der Ringe ist eine von Peter Jackson geschaffene Filmtrilogie nach dem gleichnamigen Werk von J. R. R. Tolkien, bestehend aus den folgenden Teilen:
- Der Herr der Ringe: Die Gefährten (2001)
- Der Herr der Ringe: Die zwei Türme (2002)
- Der Herr der Ringe: Die Rückkehr des Königs (2003)

Produziert und vertrieben durch New Line Cinema in Koproduktion mit WingNut Films, ist die Serie ein internationales Projekt zwischen Neuseeland und den Vereinigten Staaten.

## Drehbuch und Veränderungen zur Buchvorlage
Die Handlung der Filme folgt weitgehend der des Buches, weist im Detail aber einige Kürzungen, Änderungen oder Erweiterungen auf.

## Erfolg
| Veröffent- lichung | Film                                        | Einspielergebnis (Mio. US-$) | Einspielergebnis (Mio. US-$) | Einspielergebnis (Mio. US-$) | Produktions- kosten (Mio. US-$) |
| Veröffent- lichung | Film                                        | weltweit                     | USA                          | außerhalb                    | Produktions- kosten (Mio. US-$) |
| ------------------ | ------------------------------------------- | ---------------------------- | ---------------------------- | ---------------------------- | ------------------------------- |
| 2001               | Der Herr der Ringe: Die Gefährten           | 00871,4                      | 0314,8                       | 00556,6                      | 0093                            |
| 2002               | Der Herr der Ringe: Die zwei Türme          | 00926,3                      | 0341,8                       | 00584,5                      | 0094                            |
| 2003               | Der Herr der Ringe: Die Rückkehr des Königs | 01118,9                      | 0377,0                       | 00741,9                      | 0094                            |

Der Herr der Ringe wurde 30-mal für den Oscar nominiert und konnte davon 17 Oscars gewinnen. Der Herr der Ringe: Die Rückkehr des Königs belegt Platz 32 (Stand: 19. April 2025) auf der Liste der erfolgreichsten Filme weltweit nach Einspielergebnis und wurde als einziger der drei Teile mit dem Oscar als Bester Film ausgezeichnet, wobei alle drei Teile für den Hauptpreis nominiert worden waren.

## Besetzung und Synchronisation
Die deutsche Synchronfassung fertigte die FFS Film- & Fernseh-Synchron in München und Berlin nach dem Dialogbuch von Andreas Fröhlich sowie unter dessen Dialogregie an.
| Rolle                       | Rolle                             | Schauspieler                     | Schauspieler                           | Schauspieler                     | Synchron- sprecher |
| Rolle                       | Rolle                             | Teil 1 (2001)                    | Teil 2 (2002)                          | Teil 3 (2003)                    | Synchron- sprecher |
| --------------------------- | --------------------------------- | -------------------------------- | -------------------------------------- | -------------------------------- | ------------------ |
|                             | Frodo Beutlin                     | Elijah Wood                      | Elijah Wood                            | Elijah Wood                      | Timmo Niesner      |
| Gandalf                     | Ian McKellen                      | Ian McKellen                     | Ian McKellen                           | Joachim Höppner                  |                    |
| Sam (Samweis Gamdschie)     | Sean Astin                        | Sean Astin                       | Sean Astin                             | Patrick Bach                     |                    |
| Aragorn                     | Viggo Mortensen                   | Viggo Mortensen                  | Viggo Mortensen                        | Jacques Breuer                   |                    |
| Gimli                       | John Rhys-Davies                  | John Rhys-Davies                 | John Rhys-Davies                       | Wolfgang Hess 1                  |                    |
| Legolas                     | Orlando Bloom                     | Orlando Bloom                    | Orlando Bloom                          | Philipp Moog                     |                    |
| Pippin (Peregrin Tuk)       | Billy Boyd                        | Billy Boyd                       | Billy Boyd                             | Stefan Krause                    |                    |
| Merry (Meriadoc Brandybock) | Dominic Monaghan                  | Dominic Monaghan                 | Dominic Monaghan                       | Alexander Doering                |                    |
| Boromir                     | Sean Bean                         | Sean Bean                        | Sean Bean                              | Torsten Michaelis                |                    |
|                             | Gollum / Sméagol                  | Andy Serkis                      | Andy Serkis                            | Andy Serkis                      | Andreas Fröhlich   |
|                             | Faramir                           |                                  | David Wenham                           | David Wenham                     | Nicolas Böll       |
| Denethor                    |                                   | John Noble                       | John Noble                             | Roland Hemmo                     |                    |
| Madril                      |                                   | John Bach                        | John Bach                              | Reinhard Brock                   |                    |
| Isildur                     | Harry Sinclair                    |                                  |                                        | Gudo Hoegel                      |                    |
| König der Toten             |                                   |                                  | Paul Norell                            | Jürgen Jung                      |                    |
| Irolas                      |                                   |                                  | Ian Hughes                             | Matthias Klie                    |                    |
| Damrod                      |                                   | Alistair Browning                | Alistair Browning                      | Martin Halm                      |                    |
|                             | Elrond                            | Hugo Weaving                     | Hugo Weaving                           | Hugo Weaving                     | Wolfgang Condrus   |
| Arwen                       | Liv Tyler                         | Liv Tyler                        | Liv Tyler                              | Elisabeth Günther                |                    |
| Galadriel                   | Cate Blanchett                    | Cate Blanchett                   | Cate Blanchett                         | Dörte Lyssewski                  |                    |
| Celeborn                    | Marton Csokas                     |                                  | Marton Csokas                          | Stephan Hoffmann                 |                    |
| Haldir                      | Craig Parker                      | Craig Parker                     |                                        | Martin Halm                      |                    |
| Lindir                      | Bret McKenzie                     |                                  | Bret McKenzie                          | Pascal Breuer                    |                    |
|                             | Saruman                           | Christopher Lee                  | Christopher Lee                        | Christopher Lee                  | Otto Mellies       |
| Baumbart                    |                                   | John Rhys-Davies                 | John Rhys-Davies                       | Wolfgang Hess 1                  |                    |
| Gríma Schlangenzunge        |                                   | Brad Dourif                      | Brad Dourif                            | Udo Schenk                       |                    |
| Lurtz                       | Lawrence Makoare                  |                                  |                                        | Ole Pfennig                      |                    |
| Uglúk                       |                                   | Nathaniel Lees                   |                                        | Gerald Paradies                  |                    |
| Mauhúr                      |                                   | Robbie Magasiva                  |                                        | Thomas Albus                     |                    |
| „Menschenfleisch“-Uruk      |                                   | Sala Baker                       |                                        | Thomas Albus                     |                    |
| Grishnákh                   |                                   | Stephen Ure                      |                                        | Ekkehardt Belle                  |                    |
| Snaga                       |                                   | Jed Brophy                       |                                        | Olaf Reichmann                   |                    |
| Sharkû                      |                                   | Jed Brophy                       |                                        | Reinhard Scheunemann             |                    |
| Ork-Kommandeur              |                                   | Phil Grieve                      |                                        | Willi Röbke                      |                    |
| Anführer der Dunländer      |                                   | Timothy Lee                      |                                        | Pascal Breuer                    |                    |
|                             | Sauron                            | Sala Baker; Alan Howard (Stimme) |                                        | Sala Baker; Alan Howard (Stimme) | Michael Brennicke  |
| Hexenkönig                  | Shane Rangi; Andy Serkis (Stimme) |                                  | Lawrence Makoare; Andy Serkis (Stimme) | Thomas Rauscher                  |                    |
| Saurons Mund                |                                   |                                  | Bruce Spence                           | Thomas Fritsch                   |                    |
| Gothmog                     |                                   |                                  | Lawrence Makoare                       | Thomas Rauscher                  |                    |
| Gorbag                      |                                   |                                  | Stephen Ure                            | Kai Taschner                     |                    |
| Schagrat                    |                                   |                                  | Peter Tait                             | Thomas Albus                     |                    |
| Ork-Befehlshaber            |                                   |                                  | Joel Tobeck                            | Wolfgang Schatz                  |                    |
|                             | Théoden                           |                                  | Bernard Hill                           | Bernard Hill                     | Reinhard Glemnitz  |
| Éomer                       |                                   | Karl Urban                       | Karl Urban                             | Marcus Off                       |                    |
| Éowyn                       |                                   | Miranda Otto                     | Miranda Otto                           | Alexandra Wilcke                 |                    |
| Gamling                     |                                   | Bruce Hopkins                    | Bruce Hopkins                          | Frank Röth                       |                    |
| Háma                        |                                   | John Leigh                       |                                        | Hans-Georg Panczak               |                    |
| Morwen                      |                                   | Robyn Melcolm                    |                                        | Katja Amberger                   |                    |
| Grimbold                    |                                   |                                  | Bruce Philipps                         | Gerhard Jilka                    |                    |
|                             | Bilbo Beutlin                     | Ian Holm                         |                                        | Ian Holm                         | Mogens von Gadow   |
| Gerstenmann Butterblume     | David Weatherley                  |                                  |                                        | Wolfgang Völz                    |                    |
| Torwächter in Bree          | Martyn Sanderson                  |                                  |                                        | Fred Maire                       |                    |
| Everard Stolzfuß            | Noel Appleby                      |                                  | Noel Appleby                           | Michael Rüth                     |                    |
| Rosie Hüttinger             | Sarah McLeod                      |                                  | Sarah McLeod                           | Simone Brahmann                  |                    |
| Ohm Gamdschie               | Norman Forsey                     |                                  |                                        | Jochen Striebeck                 |                    |
| Timm Sandigmann             | Brian Sergent                     |                                  |                                        | Ivar Combrinck                   |                    |
| Alter Eichler               | William Johnson                   |                                  |                                        | Norbert Gastell                  |                    |
| Frau Straffgürtel           | Lori Dungey                       |                                  |                                        | Eva Maria Bayerwaltes            |                    |
| Lobelia Sackheim-Beutlin    | Elisabeth Moody                   |                                  |                                        | Marion Hartmann                  |                    |
| Grenzer in Bockland         | Ian Mune                          |                                  |                                        | Michael Rüth                     |                    |

Legende
- Die Gefährten
- Gondor
- Bruchtal und Lorien
- Isengart und Fangorn
- Mordor
- Rohan
- Auenland und Bree

## Genreeinordnung
Die Trilogie wird zum Genre der Fantasy-, Action- und der Monumentalfilme gezählt.

## Prequel
Mit Der Hobbit kam 2012, 2013 und 2014 ein dreiteiliges Prequel zu der Herr-der-Ringe-Trilogie in die Kinos. Die Handlung basiert wiederum auf einem gleichnamigen Roman von J. R. R. Tolkien.
2024 erschien mit Der Herr der Ringe: Die Schlacht der Rohirrim ein Prequel unter der Regie von Kenji Kamiyama im Kino. Außerdem soll 2027 mit The Lord of the Rings: The Hunt for Gollum eine weitere Fortsetzung über Gollum unter der Regie von Andy Serkis erscheinen. Peter Jackson soll als Produzent fungieren. Daneben sollen noch weitere Realfilme entstehen.

## Trivia
- Die Non-Profit-Filme The Hunt for Gollum und Born of Hope sind stilistisch an die Filme Jacksons angelehnt. Sie spielen chronologisch während bzw. vor der Originaltrilogie.
- In der US-amerikanischen Zeichentrickserie South Park wurde in der Episode 92 mit dem Titel Die Rückkehr der Gefährten des Rings zu den zwei Türmen die Filmtrilogie Der Herr der Ringe parodiert.[11]
- Sean Connery lehnte die Rolle des Gandalf aufgrund der langen Dreharbeiten ab.